# Elizabeth av Storbritannien
Prinsessan Elizabeth Caroline av Storbritannien född 1741 på Norfolk House, Westminster, död 4 september 1759 på Kew Palace, Surrey, var en brittisk prinsessa, dotter till den brittiske tronföljaren prins Fredrik Ludvig av Wales och Augusta av Sachsen-Gotha.

## Biografi
Elizabeth led av en sådan dålig hälsa att hon vid åtta års ålder inte hade fått lära sig varken läsa eller skriva, och hon var möjligen också missbildad. Det finns mycket få uppgifter om hennes liv, men 1749, vid åtta års ålder, medverkade hon vid en amatörpjäs med sina syskon. Hon kunde inte läsa och inte heller stå upp ordentligt, men hon lärde sig replikerna genom att lyssna på de andra, och hon stod på scenen genom att stödja sig längs väggen. 
Hon avled i en Inflammatorisk tarmsjukdom.